# پژوهشگاه ملی مهندسی ژنتیک و زیست‌فناوری
پژوهشگاه ملی مهندسی ژنتیک و زیست فناوری یک بنیاد پژوهشی مستقر در تهران است، این پژوهشگاه ملی براساس مصوبهٔ ۳۰ خرداد ۱۳۶۰ شورای گسترش آموزش عالی ساخته شده و حدود ۲۰۰ نفر در آن کار می‌کنند. این پژوهشگاه به عنوان مهم‌ترین مرکز تحقیقاتی زیر نظر وزارت علوم، تحقیقات و فناوری و فعال در زمینه مهندسی ژنتیک و زیست‌فناوری در سال ۶۶ ایجاد شد.

## طرح‌ها و برنامه‌ها
- مجله علمی و پژوهشی بیوتکنولوژی ایران (IJB)
- آزمایشگاه پژوهشگاه ژنتیک - نایجب لب – مرکز تشخیص تخصصی بیماری‌ها
  - پژوهشکده‌ها: پژوهشکده زیست فناوری کشاورزی، پژوهشکده زیست فناوری پزشکی، پژوهشکده زیست فناوری صنعت و محیط زیست[۲]
- بقیه بخش‌ها
  - مرکز ملی موش مدل[۱]
  - طرح ملی ژرم پلاسم و ارقام زیتون[۱]
  - ویرایش ژنوم[۳]
  - پروژه «ان‌کاسل درمانی»، کارتی‌سل درمانی (CAR T cell therapy)[۴]

## محصولات
کیت تشخیص دامپزشکی